# Championnats de Belgique d'athlétisme 2014
Les championnats de Belgique d'athlétisme 2014 toutes catégories se sont tenus les 26 et 27 juillet au stade Roi Baudouin à Bruxelles.
L'épreuve des 10 000 mètres hommes et dames et le 3 000 m steeple dames se sont déroulés le samedi 3 mai au complexe de Naimette-Xhovémont. Le lancer du marteau s'est déroulé le 27 juillet à Nivelles.

## Résultats courses

### 100 m
| rang               | athlète            | prestation |
| ------------------ | ------------------ | ---------- |
| Médaille d'or      | Chamberry Muaka    | 10 s 68    |
| Médaille d'argent  | Damien Broothaerts | 10 s 72    |
| Médaille de bronze | Frederik Claes     | 10 s 84    |

| rang               | athlète        | prestation |
| ------------------ | -------------- | ---------- |
| Médaille d'or      | Olivia Borlée  | 11 s 54    |
| Médaille d'argent  | Sarah Rutjens  | 11 s 75    |
| Médaille de bronze | Elke Vereecken | 11 s 86    |

### 200 m
| rang               | athlète         | prestation |
| ------------------ | --------------- | ---------- |
| Médaille d'or      | Arnout Matthys  | 21 s 23    |
| Médaille d'argent  | Chamberry Muaka | 21 s 35    |
| Médaille de bronze | Frederik Claes  | 21 s 37    |

| rang               | athlète          | prestation |
| ------------------ | ---------------- | ---------- |
| Médaille d'or      | Olivia Borlée    | 23 s 50    |
| Médaille d'argent  | Justine Desondre | 24 s 11    |
| Médaille de bronze | Manon Depuydt    | 24 s 19    |

### 400 m
| rang               | athlète         | prestation |
| ------------------ | --------------- | ---------- |
| Médaille d'or      | Kévin Borlée    | 45 s 28    |
| Médaille d'argent  | Jonathan Borlée | 45 s 61    |
| Médaille de bronze | Julien Watrin   | 45 s 68    |

| rang               | athlète          | prestation |
| ------------------ | ---------------- | ---------- |
| Médaille d'or      | Kimberley Efonye | 53 s 57    |
| Médaille d'argent  | Justien Grillet  | 53 s 76    |
| Médaille de bronze | Laetitia Libert  | 53 s 79    |

### 800 m
| rang               | athlète           | prestation    |
| ------------------ | ----------------- | ------------- |
| Médaille d'or      | Ismael Debjani    | 1 min 49 s 51 |
| Médaille d'argent  | Pieter-Jan Hannes | 1 min 49 s 78 |
| Médaille de bronze | Stijn Baeten      | 1 min 49 s 78 |

| rang               | athlète          | prestation    |
| ------------------ | ---------------- | ------------- |
| Médaille d'or      | Marlies Schils   | 2 min 13 s 82 |
| Médaille d'argent  | Lotte Scheldeman | 2 min 14 s 00 |
| Médaille de bronze | Sofie Lauwers    | 2 min 14 s 07 |

### 1 500 m
| rang               | athlète        | prestation    |
| ------------------ | -------------- | ------------- |
| Médaille d'or      | Isaac Kimeli   | 3 min 52 s 34 |
| Médaille d'argent  | Tarik Moukrime | 3 min 52 s 62 |
| Médaille de bronze | Kim Ruell      | 3 min 53 s 31 |

| rang               | athlète            | prestation    |
| ------------------ | ------------------ | ------------- |
| Médaille d'or      | Sofie Van Accom    | 4 min 27 s 29 |
| Médaille d'argent  | Julie Van De Velde | 4 min 31 s 22 |
| Médaille de bronze | Imana Truyers      | 4 min 32 s 44 |

### 5 000 m
| rang               | athlète              | prestation     |
| ------------------ | -------------------- | -------------- |
| Médaille d'or      | Abdelhadi El Hachimi | 14 min 5 s 36  |
| Médaille d'argent  | Emmanuel Lejeune     | 14 min 17 s 02 |
| Médaille de bronze | Antoine Duvivier     | 14 min 19 s 34 |

| rang               | athlète           | prestation     |
| ------------------ | ----------------- | -------------- |
| Médaille d'or      | Veerle Van Linden | 16 min 54 s 17 |
| Médaille d'argent  | Charlotte Dewilde | 17 min 20 s 18 |
| Médaille de bronze | Karen Van Proeyen | 17 min 22 s 86 |

### 10 000 m
| rang               | athlète              | prestation     |
| ------------------ | -------------------- | -------------- |
| Médaille d'or      | Abdelhadi El Hachimi | 28 min 57 s 89 |
| Médaille d'argent  | Nick Van Peborgh     | 29 min 18 s 54 |
| Médaille de bronze | Stijn De Vulder      | 29 min 20 s 91 |

| rang               | athlète           | prestation     |
| ------------------ | ----------------- | -------------- |
| Médaille d'or      | Karen Van Proeyen | 36 min 57 s 52 |
| Médaille d'argent  | Manuela Soccol    | 37 min 3 s 35  |
| Médaille de bronze | Anna Galle        | 37 min 15 s 45 |

## Résultats obstacles

### 110 m haies/100 m haies
| rang               | athlète            | prestation |
| ------------------ | ------------------ | ---------- |
| Médaille d'or      | Damien Broothaerts | 13 s 85    |
| Médaille d'argent  | Denis Hanjoul      | 13 s 95    |
| Médaille de bronze | Quentin Ruffacq    | 14 s 03    |

| rang               | athlète             | prestation   |
| ------------------ | ------------------- | ------------ |
| Médaille d'or      | Eline Berings       | (RP) 12 s 87 |
| Médaille d'argent  | Anne Zagré          | 12 s 91      |
| Médaille de bronze | Marjolein Lindemans | 13 s 67      |

### 400 m haies
| rang               | athlète          | prestation |
| ------------------ | ---------------- | ---------- |
| Médaille d'or      | Michael Bultheel | 49 s 13    |
| Médaille d'argent  | Stef Vanhaeren   | 49 s 83    |
| Médaille de bronze | Tim Rummens      | 50 s 70    |

| rang               | athlète          | prestation   |
| ------------------ | ---------------- | ------------ |
| Médaille d'or      | Axelle Dauwens   | 55 s 81      |
| Médaille d'argent  | Eva Duinslaeger  | 58 s 92      |
| Médaille de bronze | Louise Van Eecke | 1 min 0 s 63 |

### 3 000 m steeple
| rang               | athlète            | prestation    |
| ------------------ | ------------------ | ------------- |
| Médaille d'or      | Krijn Van Koolwijk | 8 min 57 s 08 |
| Médaille d'argent  | François Dupont    | 9 min 4 s 78  |
| Médaille de bronze | Valere Hustin      | 9 min 16 s 12 |

| rang               | athlète           | prestation     |
| ------------------ | ----------------- | -------------- |
| Médaille d'or      | Sofie Gallein     | 10 min 37 s 74 |
| Médaille d'argent  | Agnes Laurent     | 10 min 45 s 45 |
| Médaille de bronze | Charlotte Sijmens | 10 min 48 s 44 |

## Résultats sauts

### Saut en longueur
| rang               | athlète             | prestation |
| ------------------ | ------------------- | ---------- |
| Médaille d'or      | Mathias Broothaerts | 8,07 m     |
| Médaille d'argent  | Cedric Nolf         | 7,81 m     |
| Médaille de bronze | Nicolas Stempnick   | 7,38 m     |

| rang               | athlète             | prestation |
| ------------------ | ------------------- | ---------- |
| Médaille d'or      | Els De Wael         | 6,14 m     |
| Médaille d'argent  | Marjolein Lindemans | 6,13 m     |
| Médaille de bronze | Camille Laus        | 6,04 m     |

### Triple saut
| rang               | athlète        | prestation |
| ------------------ | -------------- | ---------- |
| Médaille d'or      | Solomon Commey | 15,51 m    |
| Médaille d'argent  | Romain Lambert | 14,80 m    |
| Médaille de bronze | Leopold Kapata | 14,75 m    |

| rang               | athlète          | prestation |
| ------------------ | ---------------- | ---------- |
| Médaille d'or      | Sietske Lenchant | 12,75 m    |
| Médaille d'argent  | Stefie Mievis    | 12,39 m    |
| Médaille de bronze | Celine Hofman    | 12, 08 m   |

### Saut en hauteur
| rang               | athlète        | prestation |
| ------------------ | -------------- | ---------- |
| Médaille d'or      | Bram Ghuys     | 2,15 m     |
| Médaille d'argent  | Ruben Devrieze | 2,07 m     |
| Médaille de bronze | Emile Verdonck | 2,07 m     |

| rang               | athlète           | prestation |
| ------------------ | ----------------- | ---------- |
| Médaille d'or      | Claire Orcel      | 1,82 m     |
| Médaille d'argent  | Hanne Van Hessche | 1,80 m     |
| Médaille de bronze | Alice Mercenier   | 1,71 m     |

### Saut à la perche
| rang               | athlète                 | prestation |
| ------------------ | ----------------------- | ---------- |
| Médaille d'or      | Arnaud Art              | 5,35 m     |
| Médaille d'argent  | Thomas Van der Plaetsen | 5,35 m     |
| Médaille de bronze | Laurent Vanhees         | 4,90 m     |

| rang               | athlète           | prestation |
| ------------------ | ----------------- | ---------- |
| Médaille d'or      | Chloé Henry       | 4,20 m     |
| Médaille d'argent  | Elien De Vocht    | 3,85 m     |
| Médaille de bronze | Anouk Vercauteren | 3,60 m     |

## Résultats lancers

### Lancer du poids
| rang               | athlète           | prestation   |
| ------------------ | ----------------- | ------------ |
| Médaille d'or      | Jurgen Verbrugghe | 17,52 m      |
| Médaille d'argent  | Philip Milanov    | 16,50 m      |
| Médaille de bronze | Hans Van Alphen   | (RP) 15,87 m |

| rang               | athlète            | prestation |
| ------------------ | ------------------ | ---------- |
| Médaille d'or      | Jolien Boumkwo     | 16,05 m    |
| Médaille d'argent  | Annelies Peetroons | 15,47 m    |
| Médaille de bronze | Yoika De Pauw      | 14,40 m    |

### Lancer du disque
| rang               | athlète        | prestation |
| ------------------ | -------------- | ---------- |
| Médaille d'or      | Philip Milanov | 60,57 m    |
| Médaille d'argent  | Edwin Nys      | 53,63 m    |
| Médaille de bronze | Sem Bras       | 50,97 m    |

| rang               | athlète            | prestation |
| ------------------ | ------------------ | ---------- |
| Médaille d'or      | Annelies Peetroons | 54,12 m    |
| Médaille d'argent  | Anouska Hellebuyck | 50,69 m    |
| Médaille de bronze | Elke Gys           | 44,98 m    |

### Lancer du javelot
| rang               | athlète        | prestation |
| ------------------ | -------------- | ---------- |
| Médaille d'or      | Timothy Herman | 75,00 m    |
| Médaille d'argent  | Thomas Smet    | 69,35 m    |
| Médaille de bronze | Tom Goyvaerts  | 65,76 m    |

| rang               | athlète             | prestation |
| ------------------ | ------------------- | ---------- |
| Médaille d'or      | Melissa Dupré       | 54,13 m    |
| Médaille d'argent  | Kato Van Den Brulle | 51,13 m    |
| Médaille de bronze | Kirsten Umans       | 42,25 m    |

### Lancer du marteau
| rang               | athlète            | prestation |
| ------------------ | ------------------ | ---------- |
| Médaille d'or      | Tim De Coster      | 60,75 m    |
| Médaille d'argent  | Remi Malengreaux   | 58,61 m    |
| Médaille de bronze | Walter De Wyngaert | 57,67 m    |

| rang               | athlète           | prestation   |
| ------------------ | ----------------- | ------------ |
| Médaille d'or      | Jolien Boumkwo    | (RB) 66,92 m |
| Médaille d'argent  | Patricia Blondeel | 52,82 m      |
| Médaille de bronze | Pauline Ramay     | 49,30 m      |

## Sources
- Ligue Belge Francophone d'Athlétisme
- Ligue Belge Flamande d'Athlétisme
- Résultats